# العلاقات التشادية والتايوانية
العلاقات بين تشاد وتايوان هي علاقات بين تشاد وجمهورية الصين (ROC).

## التاريخ
أقامت تشاد وجمهورية الصين العلاقات الثنائية لأول مرة في عام 1962، قبل أن تختار تشاد تحويل الاعتراف بها من جمهورية الصين إلى جمهورية الصين الشعبية في عام 1972.  زادت جمهورية الصين من حجم المساعدات الخارجية التي كانت تذهب إلى تشاد في التسعينيات وأعيدت العلاقات الثنائية في عام 1997. في عام 2000، أصبح رئيس جمهورية الصين تشين شوي بيان أول رئيس دولة غير أفريقي يزور تشاد.  في يوليو 2006، زار وزير خارجية جمهورية الصين، جيمس سي هوانغ، نجامينا والتقى بقادة تشاد لتحسين العلاقات بين البلدين. في 6 أغسطس 2006، غيرت تشاد العلاقات الدبلوماسية من جمهورية الصين إلى جمهورية الصين الشعبية للمرة الثانية. 

## الاقتصاد
كانت جمهورية الصين تساعد تشاد على تطوير بنيتها التحتية وعرض توسيع صناعتها النفطية. في يناير 2006، وقعت مؤسسة البترول الصينية اتفاقية مع حكومة تشاد لحقوق استكشاف النفط والغاز في البلاد.  وعلى الرغم من تحول تشاد إلى جمهورية الصين الشعبية في عام 2006، إلا أن مؤسسة البترول الصينية تحتفظ بـ 35٪ من حقوق التنقيب عن النفط في حقول النفط وقد استلمت الشحنة الأولى من النفط في ديسمبر 2020.